# 1877年ウィンブルドン選手権

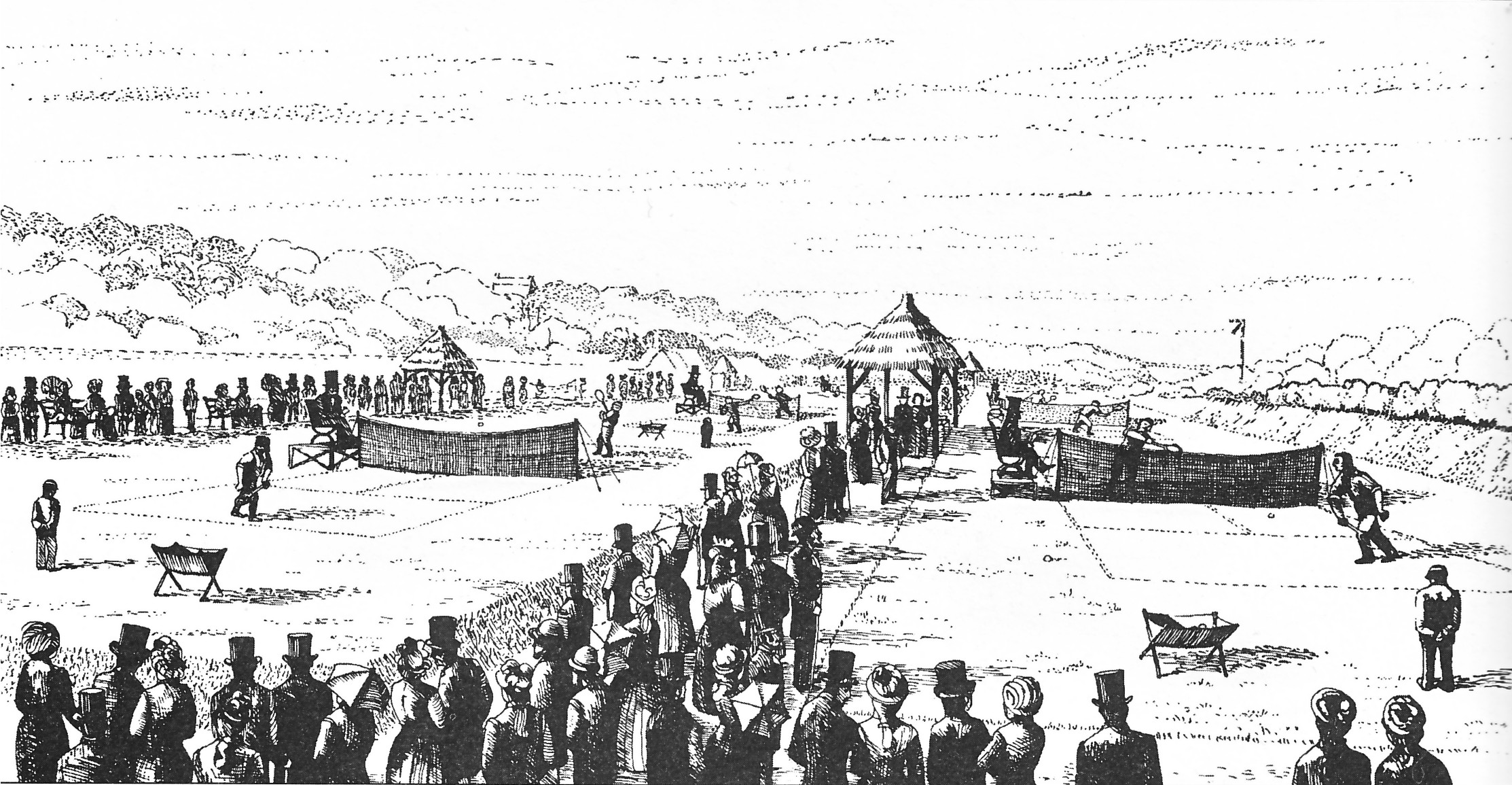
Wimbledon 1877

1877年7月9日から19日にかけて行われた、第1回 ウィンブルドン選手権（だい1かいウィンブルドンせんしゅけん） に関する記事。イギリス・ロンドン郊外にある「オールイングランド・ローンテニス・アンド・クローケー・クラブ」にて開催。

## 大会の流れ
最初は男子シングルスのみで始まり、第1回大会には22名が参加した。

### 1回戦
- スペンサー・ゴア vs. H・T・ギルソン　6-2, 6-0, 6-3
- M・ハンキー vs. R・D・ダルビー　6-4, 6-2, 3-6, 6-2
- J・ベーカー vs. J・W・トリスト　6-1, 6-4, 6-0
- F・N・ラングハム vs. C・F・ビュラー　不戦勝
- F・W・オリバー vs. バティー少佐　6-1, 6-1, 6-1
- ジュリアン・マーシャル vs. グリムストン大佐　3-6, 1-6, 6-2, 6-3, 6-3
- C・G・ヒースコート vs. G・F・バクストン　6-0, 6-2, 6-3
- ロバート・アースキン vs. H・ホイーラー　6-2, 6-5, 6-2
- J・ランバート vs. H・C・ソーデン　6-1, 6-5, 6-5
- B・N・アクロイド vs. G・ニコル　6-0, 6-0, 6-4
- ウィリアム・マーシャル vs. F・D・ジャクソン　6-3, 6-5, 6-0

### 2回戦
- スペンサー・ゴア vs. M・ハンキー　6-4, 4-6, 6-2, 6-1
- F・N・ラングハム vs. J・ベーカー　6-3, 4-6, 6-0, 6-5
- ジュリアン・マーシャル vs. F・W・オリバー　4-6, 6-5, 6-1, 4-6, 6-3
- C・G・ヒースコート　試合なし → 準々決勝へ
- ロバート・アースキン vs. J・ランバート　6-2, 6-1 （途中棄権）
- ウィリアム・マーシャル vs. B・N・アクロイド　6-4, 6-2, 6-2

### 準々決勝
- スペンサー・ゴア vs. F・N・ラングハム　6-3, 6-2, 5-6, 6-1
- C・G・ヒースコート vs. ジュリアン・マーシャル　6-3, 6-3, 6-5
- ウィリアム・マーシャル vs. ロバート・アースキン　6-5, 5-6, 6-4, 6-1

### 準決勝
- スペンサー・ゴア vs. C・G・ヒースコート　6-2, 6-5, 6-2
- ウィリアム・マーシャル　試合なし → 決勝へ

### 決勝
- スペンサー・ゴア vs. ウィリアム・マーシャル　6-1, 6-2, 6-4